# Sent Circ e la Ròcha
Sent Cir la Ròcha (en francès Saint-Cyr-la-Roche) és un municipi francès situat al departament de la Corresa i a la regió de la Nova Aquitània.

## Demografia
| 1962                                       | 1968 | 1975 | 1982 | 1990 | 1999 | 2007 |
| ------------------------------------------ | ---- | ---- | ---- | ---- | ---- | ---- |
| 302                                        | 290  | 296  | 288  | 276  | 326  | 417  |
| Des de 1962: població sense dobles comptes |      |      |      |      |      |      |

## Administració
| Període   | Identitat            | Partit |
| --------- | -------------------- | ------ |
| 1995-2001 | André Veyriras       |        |
| 1989-2008 | Paul Pilou           |        |
| 2008-     | Jean-Philippe Delage | PS     |